# Kerkschotelkorst
De kerkschotelkorst (Polyozosia antiqua) is een korst behorend tot de familie Lecanoraceae. Hij leeft in symbiose met de alg Trebouxia en komt voor op steen.

## Kenmerken
Hij heeft een C+ oranje kleurreactie.

## Verspreiding
De kerkschotelkorst komt voor in West-Europa (België, Duitsland, Groot-Brittannië, Man, Italië, Luxemburg, Nederland en Noorwegen). In Nederland komt hij vrij algemeen voor. Hij is niet bedreigd en staat niet op de rode lijst.